# Прати Мериђи (Комо)
Прати Мериђи је насеље у Италији у округу Комо, региону Ломбардија.
Према процени из 2011. у насељу је живело 28 становника. Насеље се налази на надморској висини од 379 м.